# Симонян, Ерванд Арутюнович
Ерванд Арутюнович Симонян (1912—1996) — советский армянский учёный, доктор философских наук, профессор.

## Биография
Родился 30 (17) мая 1912 года в селе Геташен (ныне — Чайкенд Гёйгёльского района Азербайджана).
В 1937 году окончил философский факультет Московского института философии, литературы и истории. В 1949 году окончил аспирантуру философского факультета Московского государственного факультета.
В 1937—1939 годах работал преподавателем кафедры диалектического материализма Волгоградского педагогического института. Участвовал в Великой Отечественной войне. С сентября 1944 по февраль 1945 года находился в госпитале после вторичного ранения.
После окончания войны, в 1945—1947 годах — преподаватель кафедры марксизма-ленинизма Военно-воздушной академии.
С 1949 года и до конца жизни работал в Московской финансовом институте (МФИ, ныне Финансовый университет при Правительстве Российской Федерации), одновременно в 1949—1952 годах — заведующий отделом философии, логики и психологии всесоюзного общества «Знание».
С 1952 по 1961 год — доцент кафедры марксизма-ленинизма МФИ. В 1961—1988 годах — заведующий кафедрой философии Финансового института (в 1981—1984 годах — декан факультета международных экономических отношений); с 1989 года и до конца жизни — профессор кафедры философии. В 1975 году, будучи в должности и. о. профессора, защитил докторскую диссертацию, и ему была присуждена ученая степень доктора философских наук с присвоением ученого звания профессора.
Симонян руководил подготовкой аспирантов по философии и научному коммунизму. Был постоянным членом диссертационного совета по специальности «Философия и научный коммунизм». Совершенствовал учебно-методическую работу, подготавливая методические рекомендации и разработки по философии для студентов и аспирантов, в том числе программы и планы семинарских занятий по философии.
Ерванд Арутюнович был членом методического совета по философии общества «Знание» и членом бюро Московского отделения Всесоюзного философского общества. По заданию Минвуза СССР выезжал с чтением лекций по философии в зарубежные вузы.
Автор ряда трудов, в числе которых:
- «Практика как философская категория» (1977),
- «Отношения Маркса и Ленина к гегелевской трактовке единства теории и практики» (1977),
- «Единство теории и практики (Философский анализ)» (1980),
- «Разрыв между теорией и практикой в деятельности Сталина» (1996).

Умер 29 сентября 1996 года в Москве. Похоронен в колумбарии Новодевичьего кладбища рядом с родственниками.
8 декабря 2017 года в Финансовом университете состоялось торжественное открытие именной аудитории доктора философских наук, профессора Ерванда Арутюновича Симоняна.

## Награды
Был награждён орденами Отечественной войны 1-й и 2-й степеней, орденом Красной звезды и медалями, в числе которых «За отвагу» и «За победу над Германией в Великой Отечественной войне 1941—1945 гг.»